# Championnats du monde de tir à l'arc 1999
Navigation
Édition précédente Édition suivante
Les championnats du monde de tir à l'arc 1999 sont une compétition sportive de tir à l'arc organisée en 1999 à Riom, en France. Il s'agit de la 40e édition des championnats du monde de tir à l'arc.

## Résultats

### Classique
| Event             | Or                                                          | Argent                                              | Bronze                                                |
| ----------------- | ----------------------------------------------------------- | --------------------------------------------------- | ----------------------------------------------------- |
| Individuel hommes | Hong Sung-Chil Corée du Sud                                 | Jari Lipponen Finlande                              | Lionel Torres France                                  |
| Par équipe hommes | Italie Matteo Bisiani Michele Frangilli Ilario di Buo       | Corée du Sud Hong Sung-chil Kim Bo-ram Jang Yong-ho | États-Unis Jay Barrs Victor Wunderle Richard Johnson  |
| Individuel femmes | Lee Eun-kyung Corée du Sud                                  | Alison Williamson Royaume-Uni                       | Kim Jo-sun Corée du Sud                               |
| Par équipe femmes | Italie Giovanna Aldegani Christina Ioriatti Natalia Valeeva | Chine Lin Sang Yu Hui He Ying                       | Allemagne Britta Buehren Wiebke Nulle Barbara Mensing |

### Arc à poulie
| Event             | Or                                                      | Argent                                             | Bronze                                                       |
| ----------------- | ------------------------------------------------------- | -------------------------------------------------- | ------------------------------------------------------------ |
| Individuel hommes | Dave Cousins États-Unis                                 | Stephen Gooden Royaume-Uni                         | Tibor Ondrik Hongrie                                         |
| Par équipe hommes | États-Unis Dave Cousins Logan Wilde Lawrence Wilde      | Hongrie Tibor Ondrik Antal Szokol Janos Povaszan   | Royaume-Uni Chris White Michael Peart Stephen Gooden         |
| Individuel femmes | Catherine Pellen France                                 | Shish Ya-ping Taipei chinois                       | Fabiola Palazzini Italie                                     |
| Par équipe femmes | Taipei chinois Shish Ya-ping Huang Chong-yu Shih Pei-yi | Pays-Bas Marjon Pigney Irma Luyting Annemarie Puts | Allemagne Bettina Thiele Christina Knoebel Astrid Haehnschen |

### Tableau des médailles
| Rang | Nation          | Or | Argent | Bronze | Total |
| ---- | --------------- | -- | ------ | ------ | ----- |
| 1    | Corée du Sud    | 2  | 1      | 1      | 4     |
| 2    | Italie          | 2  | -      | 1      | 3     |
| 2    | États-Unis      | 2  | -      | 1      | 3     |
| 4    | Taipei chinois  | 1  | 1      | -      | 2     |
| 5    | France          | 1  | -      | 1      | 2     |
| 6    | Grande-Bretagne | -  | 2      | 1      | 3     |
| 7    | Hongrie         | -  | 1      | 1      | 2     |
| 8    | Chine           | -  | 1      | -      | 1     |
| 8    | Finlande        | -  | 1      | -      | 1     |
| 8    | Pays-Bas        | -  | 1      | -      | 1     |
| 11   | Allemagne       | -  | -      | 2      | 2     |